# 宋朝國公列表
下表列出宋朝可考的國公爵。關於宋朝的其他各类公爵，見宋朝公爵列表。

## 宗室[1][2]

### 宣祖系

#### 高密郡王房
- 申國公趙德恭（追封），後追封謚高密郡慈惠王
  - 循國公（追封）趙承慶
    - 建國章靖公（追封）趙克繼
      - 榮國公（追封）趙叔敖

    - 惠國公（追封）趙克孝
    - 祁國公（追封）趙克頠
      - 和國公（追封）趙叔彖

  - 武當侯趙承壽
    - 饒陽侯趙克巳
      - 會稽郡公趙叔韶
        - 房國公（追封）趙檢之

    - 馮翊侯趙克修
      - 尹國孝齊公（追封）趙叔充
        - 洋國公（追封）趙百之

      - 嘉國公（追封）趙叔于
      - 榮國公（追封）趙叔急

    - 濟陰郡公趙克淑
      - 景國公（追封）趙叔夏

#### 廣平郡王房
- 廣平郡恭肅王趙德隆
  - 趙承訓
    - 儀國公（追封）趙克勤
    - 南陽郡公趙克懋
      - 惠國公（追封）趙叔紇

#### 潁川郡王房
- 潁川郡安簡王趙德彝
  - 廣平侯趙承矩
    - 光國公（追封）趙克廣
      - 建國公（追封）趙叔亞
      - 昌國公（追封）趙叔萌
      - 崇國公（追封）趙叔蘭

    - 濟國公（追封）趙克彰
      - 欽國公（追封）趙叔完
      - 濟國公（追封）趙叔尊
      - 濟國公（追封）趙叔峙

    - 吉國公（追封）趙克紹
      - 崇國公（追封）趙叔寓

    - 高陽侯趙克循
      - 惠國公（追封）趙叔參
      - 榮國公（追封）趙叔悝

  - 趙承漠
    - 新平侯趙克構
      - 馮翊侯趙叔璨
        - 魏國平恪公（追封）趙退之

  - 遂寧郡僖溫王趙承範
    - 昌國孝裕公（追封）趙克思
      - 康國公（追封）趙叔嶠
      - 榮國孝僖公（追封）趙叔混

    - 東陽郡公趙克聰
      - 房國恭公（追封）趙叔紞

    - 南康侯趙克備
      - 遂國恭僖公（追封）趙叔封

    - 祁國公（追封）趙克楊

  - 陳國榮僖公（追封）趙承錫
    - 昌國公（追封）趙克疆

#### 廣陵郡王房
- 廣陵郡康簡王趙德雍
  - 南康侯趙承睦
    - 成國公（追封）趙克戒
      - 溫國公（追封）趙叔杲
      - 建國公（追封）趙叔滿
      - 洋國公（追封）趙叔涉

    - 昌國良安公（追封）趙克彙

  - 原國公（追封）趙承炳
    - 通義侯趙克咸
      - 建國公（追封）趙叔獳

    - 崇國公（追封）趙克懼

  - 昌國公→榮國公 （食邑八千四百户，食实封二千六百户[3]）→秦國公趙承亮，追封謚樂平郡恭靖王
    - 趙克冲
      - 信國榮敏公（追封）趙叔暰
      - 嘉國公（追封）趙叔皮
      - 魏國公趙叔莪

    - 秦國公→魏國文思公（追封）趙克愉
      - 秦國公→魏國公趙叔才/牙
      - 溫國公（追封）趙叔董

    - 信國靖惠公（追封）趙克顓
      - 建國公（追封）趙叔儺
      - 房國公（追封）趙叔勻

    - 榮國良孝公（追封）趙克類

  - 安定侯趙承操
    - 常山郡孝良公趙克助
      - 建國孝良公（追封）趙叔復

    - 建國公（追封）趙克勍

#### 鄖國公房
- 鄖國公（追封）趙德鈞
  - 趙承震
    - 河內侯趙克明
      - 趙叔璘
        - 鄖國公（追封）趙汎之

  - 徐國公趙承簡，追封謚安定郡和懿王
  - 蕭國公（追封）趙承幹，後追封東平郡王
    - 和國公（追封）趙克敦
    - 東平侯趙克臻
      - 崇國公（追封）趙叔炤
      - 建國公（追封）趙叔戍
      - 榮國公（追封）趙叔倡

  - 趙承偉
    - 歷陽侯趙克周
      - 華國公（追封）趙叔毗
      - 榮國公（追封）趙叔何

  - 宣城侯趙承雅
    - 永嘉郡王趙克端
      - 建國公（追封）趙叔虨

    - 榮國公（追封）趙克用

  - 祁國公（追封）趙承裔
    - 榮國公（追封）趙克勇

  - 東陽侯趙承鑒
    - 濟南侯趙克悚
      - 德國公（追封）趙叔盾

  - 建安郡王趙承裕
    - 莘國公（追封）趙克諶
    - 房國公（追封）趙克敢
    - 崇國公（追封）趙克嶷

  - 閬中郡公趙承翊
    - 房陵郡公趙克勁
      - 洋國公（追封）趙叔夷

#### 江國公房
- 江國公（追封）趙德欽
  - 樂安侯趙承遵
    - 趙克虔
      - 房國公（追封）趙叔武

    - 趙克觀
      - 舒國公（追封）趙叔海

    - 高陽侯趙克偃
      - 和國公（追封）趙叔玩

#### 申王房
- 申恭裕王趙德文
  - 康國公趙承顯，追封樂平郡王
    - 樂平郡王趙克柔
      - 溫國公（追封）趙叔雉

    - 淮南侯趙克恂
      - 崇國公（追封）趙叔諏
      - 盛國公（追封）趙叔黔

  - 舒國恭僖公（追封）趙承蘊
    - 奉化郡公趙克賢
      - 崇國公（追封）趙叔巢

    - 永國公（追封）趙克常
    - 吉國公（追封）趙克務
      - 榮國公（追封）趙叔傳

  - 博陵郡王趙承選
    - 建國公（追封）趙克菑

#### 紀國公房
- 紀國公（追封）趙德存
  - 河東郡王趙承衍
    - 越國公（追封）趙克暢
      - 榮國公（追封）趙叔秦

    - 榮國公（追封）趙克奮
    - 英國公（追封）趙克監
    - 洋國公（追封）趙克依
    - 建國公（追封）趙克一
    - 欽國公（追封）趙克綏
    - 嘉國公（追封）趙克施

### 太祖系

#### 燕王房
- 燕懿王趙德昭
  - 魏王趙惟正
    - 馮翊侯趙從讜（繼子）
      - 榮國公（追封）趙世程
      - 申國公（追封）趙世智
      - 馮翊侯趙世覃
        - 建國公（追封）趙令辟
        - 洋國公（追封）趙令瑑

      - 榮國公（追封）趙世卓

  - 冀康孝王趙惟吉
    - 丹陽郡僖穆王趙從節
      - 邢國公趙世永，追封謚南康郡修孝王
        - 崇國溫獻公（追封）趙令圖
        - 榮國良懿公（追封）趙令瑤
        - 房國公（追封）趙令滓
        - 建國公（追封）趙令朔

    - 淮陽侯趙守約
      - 北海郡公趙世靜
        - 昌國孝良公（追封）趙令遽

      - 洋國公（追封）趙世綿
        - 德國良僖公（追封）趙令熅
        - 高密侯趙令□
          - 趙子堅
            - 趙伯仁
              - 趙师雯
                - 成國正惠公（追封）趙希懌[4]

        - 榮國公（追封）趙令蟾
        - 昌國公（追封）趙令柯

      - 昌國公（追封）趙世滋

    - 楚國公（追封）趙守巽
      - 申國公→越國公趙世清，後進封會稽郡王，追封謚虢恭安王
        - 越國公→燕國公趙令廓
        - 榮國公（追封）趙令軌

      - 遂國公（追封）趙世該

    - 廬江侯趙守度
      - 嘉國公（追封）趙世括
        - 房國孝恪公（追封）趙令稼
          - 吳國公（追封）趙子奭
            - 益國公（追封）趙伯旿
              - 越國公（追封）趙師意[5]

      - 某國公（追封）趙世著
        - 嘉國公（追封）趙令出

  - 舒國公（追封）趙惟忠
    - 東萊侯趙從恪
      - 博平侯趙世融
        - 華陰侯趙令葴
          - 嘉國公（追封）趙子劇

      - 崇國公→魯國公（追封）趙世規
        - 洋國公（追封）趙令蕆

    - 潁國公→韓國公（追封）趙從藹
      - 武當侯趙世宣
        - 和國孝榮公（追封）趙令鐸

      - 定國公（追封）趙世綱
      - 嘉國公（追封）趙世瓞

    - 齊陽侯趙從潁
      - 昌國公（追封）趙世膺

    - 宣城侯趙從謹
      - 昌國公（追封）趙世享
        - 襄國公（追封）趙令𥚚

      - 榮國公（追封）趙世恬
        - 嘉國公（追封）趙令晙

    - 博陵侯趙從質
      - 趙世侹
        - 富國公（追封）趙令挨

      - 昌國公（追封）趙世表
      - 房國公（追封）趙世家
      - 房國公（追封）趙世疆
      - 東陽侯趙世敞
        - 洋國孝靖公（追封）趙令奧

    - 榮國公→楚國安僖公（追封）趙從信
      - 康國公（追封）趙世顯
        - 建國公（追封）趙令貫

      - 北海侯趙世爽
        - 洋國公（追封）趙令洋
        - 惠王趙令懬
          - 趙子游
            - 趙伯㭉
              - 趙師璹
                - 越國忠憲公（追封）趙希言

      - 華國公（追封）趙世鴻
      - 惠國公（追封）趙世耀
      - 榮國公（追封）趙世闡
        - 永國公（追封）趙令撎

      - 建國公（追封）趙世朏
      - 房國公（追封）趙世芃

  - 清源郡公趙惟和
    - 襄陽侯趙從誨
      - 信王趙世開
        - 簡國公（追封）趙令戈

#### 秦王房
- 秦康惠王趙德芳
  - 高平郡公趙惟敍
    - 趙從溥
      - 潤國公（追封）趙世堯

    - 安國公→齊國公（追封）趙從貺/照
      - 惠國公（追封）趙世逸

  - 英國公（追封）趙惟憲
    - 新興侯趙從郁
      - 華陰侯趙世將
        - 順國良恪公（追封）趙令璀
        - 成國公（追封）趙令譮

    - 舒國公趙從式，後進封安定郡王，追封謚榮安僖王
      - 譙國公（追封）趙世采
      - 楚國良僖公趙世恩
        - 惠國公（追封）趙令勔
          - 秦國公（追封）趙子㮒

    - 遂寧侯趙從湜
      - 崇國公（追封）趙世瓌

    - 燕國公（追封）趙從賁

  - 南康郡公趙惟能
    - 安國公→楚國惠恪公（追封）趙從古，後追封遂寧郡王
      - 崇國公（追封）趙世設

    - 河間侯趙從□
      - 吳興侯趙世經
        - 榮國恭敏公（追封）趙令穰

      - 昌國公（追封）趙世豪
      - 洋國公（追封）趙世奬

### 太宗系

#### 漢王房
- 漢恭憲王趙元佐
  - 漢懿恭王趙允升
    - 成國公→韓國恭簡公（追封）趙宗禮
      - 通義侯趙仲翹
        - 惠國公（追封）趙士翦

      - 趙仲髦
        - 崇國義□公（追封）趙士競

      - 惠國公（追封）趙仲軏

    - 高密侯趙宗道
      - 欽國公（追封）趙仲詧

    - 滕恭孝王趙宗旦
      - 榮國安恪公（追封）趙仲玘
      - 沂國敏□公（追封）趙仲淹
      - 建國榮安公（追封）趙仲浹
      - 房國良□公（追封）趙仲戡

    - 漢東侯趙宗楷
      - 榮國孝良公（追封）趙仲臯
      - 高密侯趙仲侔
        - 建國公（追封）趙士極

      - 景國孝恭公（追封）趙仲廖

    - 遂國□密公（追封）趙宗愨
      - 榮國良靖公（追封）趙仲處

    - 漢東郡公趙宗回
      - 婺國孝修公（追封）趙仲革
      - 房國僖孝公（追封）趙仲洽

    - 東陽郡孝憲王趙宗悌
      - 榮國修惠公（追封）趙仲顗
      - 潤國恭惠公（追封）趙仲微
        - 榮國良公（追封）趙士雷

      - 嘉國公（追封）趙仲玉

    - 平陽郡王趙宗彥
      - 華陰侯趙仲寂
        - 洋國修榮公（追封）趙士編

      - 惠國恭安公（追封）趙仲集
      - 榮國公（追封）趙仲號

    - 魏國公趙宗惠，後以旁支黜，後封江夏郡王，追封謚郯勤孝王
      - 榮國公（追封）趙仲真
      - 建國公（追封）趙仲奚
      - 建國懿恭公（追封）趙仲企
        - 趙士慮
          - 申國公（追封）趙不求
            - 趙善應
              - 沂國公（追封）趙汝愚，後追封福王→周王[6]

    - 華陰侯趙宗本
      - 房國孝修公（追封）趙仲方

    - 東陽郡公趙宗辯
      - 榮國敏僖公（追封）趙仲綰
        - 洋國公（追封）趙士託

      - 信國公（追封）趙仲瑝
      - 榮國恭孝公（追封）趙仲緎

    - 彭城郡公趙宗厚
      - 康國敦恪公（追封）趙仲慘
      - 嘉國修簡公（追封）趙仲葩

  - 密國公（追封）趙允言
    - 祁國公趙宗說
    - 魏國公趙宗立，追封謚南康郡純僖王
      - 福國公（追封）趙仲纂
        - 崇國公（追封）趙士异

      - 魏國公趙仲來
        - 魏國公趙士俔[7]
          - 魏國公→漢國公趙不儻
            - 漢國公趙彥清

  - 郇國公（追封）趙允成
    - 遂國昭裕公（追封）趙宗顏
    - 華陰侯趙宗鼎
      - 申國良僖公（追封）趙仲嬰

    - 彭城郡公趙宗嚴
      - 洋國公（追封）趙仲防

    - 安陸侯趙宗魯
      - 洋國公（追封）趙仲銑

    - 南康侯趙宗仁
      - 景國公（追封）趙仲箎
      - 簡國良顯公（追封）趙仲談

#### 許王房
- 昭成太子趙元僖
  -     - 燕國公趙宗保，追封謚新平郡恭靖王（繼孫）
      - 燕國純僖公趙仲恕
        - 燕國公趙士盉

#### 商王房
- 商恭靖王趙元份
  - 信安郡僖簡王趙允寧
    - 虢國公（食邑九千一百户，食实封二千六百户[3]）趙宗諤，後進封豫章郡王，追封謚韓榮思王
      - 惠國公（追封）趙仲迁
      - 惠國敦孝公（追封）趙仲越
        - 房國良僖公（追封）趙士窋

    - 會稽侯趙宗敏
      - 呂國思公（追封）趙仲騑
      - 榮國榮良公（追封）趙仲突
        - 越國公（追封）趙士歡

      - 順國惠穆公（追封）趙仲當
      - 嘉國公（追封）趙仲暹
      - 欽國密靖公（追封）趙仲胡

    - 魯國公趙宗肅，追封謚舒安孝王
      - 魯國公→商國公趙仲先
        - 華陰侯趙士稷
          - 商國公趙不屈

      - 房國公（追封）趙仲曉

  - 濮安懿王趙允讓
    - 和國公趙宗懿，追封謚舒良靖王
      - 趙仲辰
        - 洋國公（追封）趙士徤
        - 建國愿恪公（追封）趙士宥

      - 洋國良公（追封）趙仲鸞
      - 榮國僖惠公（追封）趙仲隗
        - 惠國公（追封）趙士洞

      - 榮國僖安公（追封）趙仲汾
        - 惠國公（追封）趙士䅳
          - 惠國公（追封）趙不淩

        - 舒國公（追封）趙士阫

    - 岐國公→濮國公（食邑三千四百户，食实封六百户→食邑四千一百户，食实封九百户→食邑六千八百户，食实封一千三百户[3]）趙宗樸，後進封濮陽郡王，追封謚定僖穆王
      - 榮國和思公（追封）趙仲僴
        - 永國公（追封）趙士芑

    - 濮國公（食邑五千九百户、食实封二千户[3]）趙宗誼，追封謚廣陵郡莊孝王
      - 英國孝僖公（追封）趙仲諭

    - 餘姚郡王趙宗詠
    - 濮國公（食邑五千五百户、食实封一千六百户→食邑六千二百户、食实封一千九百户[3]）趙宗暉，後進封濮陽郡王→嗣濮王，追封謚懷榮穆王
      - 沂恭憲王趙仲損
        - 趙士圃
          - 崇國宣簡公（追封）趙不𢙯

      - 濟國良公（追封）趙仲沈
      - 景城侯趙仲璲
        - 潤國公（追封）趙士筏

    - 樊榮王趙宗輔
      - 華國孝公（追封）趙仲𣀈
      - 趙仲瑈
        - 永國公（追封）趙士𧧸

      - 儀恭孝王趙仲湜
        - 吉國公（追封）趙士從
        - 威義郡王趙士街
          - 申國公（追封）趙不遡

        - 永國公（追封）趙士術
        - 趙士石
          - 惠國公（追封）趙不嫖

      - 咸寧郡王趙仲羽
        - 永國公（追封）趙士矩

      - 永寧郡敦惠王趙仲譙
        - 趙士𢜬
          - 蔣國公（追封）趙不𥞋

      - 趙仲理
        - 永國公（追封）趙士豢

      - 嘉國孝恭公（追封）趙仲篤

    - 淄王趙宗邈
      - 沂國良信公（追封）趙仲覽
      - 滕國溫公（追封）趙仲翩

    - 昌端孝王趙宗晟
      - 郇康孝王趙仲御
        - 循王趙士㒟
          - 萊國公（追封）趙不怞

        - 和國公（追封）趙士嵰

      - 北海郡王趙仲聘

    - 蕭恭僖王趙宗博
      - 崇國公（追封）趙仲孴

    - 崇孝溫王趙宗瑗
      - 華陰侯趙仲詔
        - 永國公（追封）趙士洪

    - 潤僖惠王趙宗隱
      - 福國純僖公（追封）趙仲麗
        - 賀孝敏王趙士夽
          - 滕國恭靖公（追封）趙不微

        - 建國公（追封）趙士奇

      - 洋國孝修公（追封）趙仲𥜃
      - 趙仲青
        - 永國公（追封）趙士諳

    - 信康王趙宗治
      - 岐簡獻王趙仲忽
        - 趙士籟
          - 永國恭靖公（追封）趙不黯

        - 和義郡王趙士珸
          - 申國公（追封）趙不流

    - 建孝良王趙宗藎
      - 昌國公（追封）趙仲江
      - 榮國孝節公（追封）趙仲的
        - 和國公（追封）趙士慷
        - 永國公（追封）趙士穆
        - 永國公（追封）趙士秀

    - 袁僖孝王趙宗勝
      - 昌國良孝公（追封）趙仲并
      - 嘉國公（追封）趙仲佽

    - 鄖國公（食邑五千八百户，食实封一千六百户→食邑六千五百户，食实封一千八百户→食邑七千七百户，食实封二千二百户→食邑八千四百户，食实封二千四百户[3]）趙宗楚，後進封南陽郡王，追封謚惠僖節王
      - 昌國公（追封）趙仲疇
      - 惠國公（追封）趙仲璩

    - 鞏國公（食邑五千八百户，食实封一千六百户→食邑六千五百户，食实封一千八百户→食邑七千七百户，食实封二千二百户→食邑八千四百户，食实封二千四百户[3]）趙宗祐，後進封景城郡王，追封謚欽穆恪王
      - 簡國榮孝公（追封）趙仲瑳
      - 沂國公（追封）趙仲玲

    - 鄴國公趙宗漢，後進封東陽郡王→安康郡王→嗣濮王，追封謚景孝簡王
      - 榮國公（追封）趙仲璝
      - 瓊恭憲王趙仲儡
        - 和國公（追封）趙士周

#### 越王房
- 越文惠王趙元傑
  -     - 高密郡公趙宗望（繼孫）
      - 陳國良僖公趙仲郃
        - 陳國公趙士關
          - 陳國公→越國公趙不器

#### 鎮王房
- 徐國公趙元偓，後進封彭城郡王→寧王→相王→徐王，追封謚鄧恭懿王，後追改封密王→蘇王→韓王→鎮王
  - 相孝定王趙允弼
    - 祁國良公（追封）趙宗述
      - 潤國公（追封）趙仲俶
      - 嘉國公（追封）趙仲醻

    - 韓國公趙宗繢，追封謚南陽郡良孝王
      - 韓國公→鎮國公趙仲黁

    - 循思王趙宗景
      - 嘉國公（追封）趙仲獬

    - 陳國孝修公（追封）趙宗孺
      - 溫國孝恪公（追封）趙仲芮
      - 崇國公（追封）趙仲諲

#### 楚王房
- 涇國公趙元偁，後進封安定郡王→舒王，追封謚曹恭惠王，後追改封華王→蔡王→楚王
  -     - 蔡國公趙宗達，追封謚高密郡孝老王（繼孫）
      - 東陽郡公趙仲烈
        - 惠國公（追封）趙士岌
        - 建國公（追封）趙士紘

      - 蔡國公→楚國公趙仲約
      - 趙仲湯
        - 楚國公趙士擐

#### 周王房
- 曹國公趙元儼，後改封廣陵郡王→榮王→端王→彭王→通王→涇王→定王→鎮王→孟王→荊王，追封謚燕恭肅王，後追改封吳王→周王
  - 定榮易王允良
    - 吳國公→周國公趙宗絳

  - 永嘉郡思恪王趙允迪
    - 簡康惠王趙宗粹
      - 榮國公（追封）趙仲輗
      - 永國公（追封）趙仲𢐮

#### 崇王房
- 代國公（追封）趙元億，後追進封安定郡王→崇王

### 真宗系
- 信國公（食邑一千户，食实封三百户[3]）赵玄祐，追封謚周悼獻王，後追贈皇太子
- 慶國公（食邑一千户，食实封三百户[3]）趙禎，後進封壽春郡王→昇王，後立為皇太子，後即皇帝位

### 仁宗系
- 壽國公（食邑三千户，食实封一千户[3]）趙昕，追封唐王

### 英宗系
- 光國公（食邑八百户，食实封二百户[3]）趙頊，後進封淮陽郡王→潁王，後立為皇太子，後即皇帝位
- 祁國公（食邑五百户，食实封二百户[3]）趙顥，後進封東陽郡王→昌王→雍王→揚王→徐王→冀王→楚王，追封謚燕榮王，後追改封吳王
  - 永國公（追封）趙孝錫
- 鄠國公趙頵，後進封樂安郡王→嘉王→曹王→荊王，追封謚魏端獻王，後追改封益王
  - 平原郡王趙孝奕
    - 惠國公（追封）趙安信

### 神宗系
- 永國公（食邑三千户，食实封一千户[3]）趙俊，追封謚唐哀獻王
- 景國公（食邑三千户，食实封二千户[3]）趙儼
- 均國公（食邑四千户，食实封一千一百户[3]）趙傭，後進封延安郡王，後立為皇太子，後即皇帝位
- 建國公趙價，追封謚豫悼惠王[3]
- 儀國公（食邑三千户，食实封一千户[3]）趙佖，後進封大寧郡王→申王→陳王，追封謚燕榮穆王，後追改封吳王
- 寧國公（食邑三千户，食实封一千户[3]）趙佶，後進封遂寧郡王→端王，後即皇帝位
- 成國公（食邑三千户，食实封一千户[3]）趙俁，後進封咸寧郡王→莘王→衞王→魏王→燕王
- 祁國公（食邑二千户，食实封一千户→食邑三千七百户，食实封一千二百户→食邑五千八百户，食实封一千九百户→食邑六千八百户，食实封二千二百户[3]）趙偲，後進封永寧郡王→睦王→定王→鄧王→越王
- 和國公（食邑三千户，食实封一千户[3]）趙似，後進封普寧郡王→簡王→蔡王，追封謚韓榮憲王，後追改封楚王

### 徽宗系
- 韓國公趙桓，後進封京兆郡王→定王，後立為皇太子，後即皇帝位
- 魏國公（食邑三千户，食实封三百户[3]）趙楷，後進封高密郡王→嘉王→鄆王
- 楚國公（食邑三千户，食实封一千户[3]）趙楫，後進封南陽郡王→荊王
- 吳國公趙樞，後進封建安郡王→肅王
- 冀國公趙杞，後進封文安郡王→景王
- 魯國公趙栩，後進封安康郡王→濟王
- 揚國公趙棫，後進封濟陽郡王→益王
- 蜀國公趙構，後進封廣平郡王→康王，後即皇帝位
- 魏國公（食邑三千七百户，食实封一千二百户[3]）趙材，追封邠王
- 鎮國公（食邑三千七百户，食实封一千二百户→食邑六千四百户，食实封二千户[3]）趙模，後進封祁王
- 吳國公（食邑三千七百户，食实封一千二百户→食邑六千五百户，食实封二千户[3]）趙植，後進封信都郡王→莘王
- 雍國公（食邑三千七百户，食实封一千二百户→食邑七千二百户，食实封二千二百户[3]）趙朴，後進封華原郡王→儀王
- 徐國公（食邑三千七百户，食实封一千二百户→食邑七千二百户，食实封二千二百户[3]）趙棣，後進封高平郡王→徐王
- 冀國公（食邑三千七百户，食实封一千二百户[3]）趙㮙，後進封河間郡王→沂王
- 定國公趙栱，追封鄆王
- 廣國公（食邑三千户，食实封一千户[3]）趙栻，後進封南康郡王→和王
- 褔國公（食邑三千户，食实封一千户[3]）趙榛，後進封平陽郡王→信王
- 慶國公（食邑三千户，食实封一千户[3]）趙椿，追封漢王
- 衞國公→鄆國公趙楃，後進封安康郡王
- 韓國公趙楗，後進封廣平郡王
- 陳國公趙機
- 相國公趙梴
- 瀛國公趙樾
- 惠國公趙楧，後進封建安郡王
- 嘉國公趙椅
- 溫國公趙棟
- 英國公趙橞
- 儀國公趙桐
- 昌國公（食邑三千户，食实封一千户[3]）趙柄
- 潤國公趙樅

### 欽宗系
- 崇國公趙諶，後進封大寧郡王，後立為皇太子

### 高宗系
- 魏國公趙旉，後立為皇太子
- 建國公趙瑗，後進封普安郡王→建王，後立為皇太子，後即皇帝位（繼子）
- 崇國公趙璩，後進封恩平郡王，追封信王（繼子）

### 孝宗系
- 莊文太子趙愭
  - 榮國公→豫國公（追封）趙挻
- 魏惠憲王趙愷
  - 嘉國公→許國公→徐國公趙抦，後進封吳興郡王，追封謚沂靖惠王

### 光宗系
- 英國公趙擴，後進封平陽郡王→嘉王，後即皇帝位

### 寧宗系
- 衞國公趙詢，後進封榮王，後立為皇太子（繼子）
- 祁國公→濟國公趙竑，後進封濟陽郡王→濟王，後降封巴陵縣公（繼子）
- 成國公趙昀，後即皇帝位（繼子）

### 理宗系
- 壽國公[8]
- 益國公趙禥，後進封建安郡王→永嘉郡王→忠王，後立為皇太子，後即皇帝位[9]

### 度宗系
- 資國公→廣國公（追封）趙焯[10]
- 益國公趙憲[9]
- 建國公趙昰，後進封吉王→益王，後即皇帝位[9]
- 嘉國公趙㬎，後即皇帝位[9]
- 永國公趙昺，後進封信王→廣王→衞王，後即皇帝位[9]

## 非宗室

### 五代初封（入宋）
- 魯國公→楚國公→齊國公侯益[11]
- 蕭國公（食邑二千戶，食實封四百戶[3]）→魯國公范質[12]
- 滕國公→趙國公→韓國公王晏[13]
- 譙國公→宋國公→韓國公→魏國公武行德[13]
- 杞國公→韓國公→魯國公→趙國公楊承信[13]
- 申國公→楚國公侯章[13]
- 褒國公→許國公張從恩[11]
- 杞國公薛懷讓[11]
- 薛國公→燕國公劉重進[14]
- 沂國公竇貞[15]
- 趙國公李穀[15]
- 莒國公李濤[15]
- 舒國公→鄭國公→陳國公張昭[16]

### 太祖封
- 秦國公孟昶[17]
- 譙國公→秦國公向拱[18]
- 鄂國公留從效[19]

### 太宗封
- 祁國公王溥[12]
- 衞國公石守信[20]
- 冀國公高懷德[20]
- 梁國公馮繼業[21]
- 衞國公趙贊[11]
- 邢國公宋偓[18]
- 邠國公王彥超[18]
- 鄧國公→衞國公張永德[18]
- 梁國公→許國公→魏國公趙普[22]
- 代國公→韓國公潘美[23]
- 魯國公曹彬[23]
- 滕國公孟玄喆[24]
- 蕭國公錢惟濬[25]
- 衞國公劉鋹[26]
- 杞國公→岐國公陳洪進[27]
- 韓國公（追封）李昉[28]

### 真宗封
- 萊國公→徐國公→許國公呂蒙正[29]
- 魯國公（追封）王超[30]
- 萊國公寇準[31]
- 魏國公（追封）王旦[32]
- 晉國公（食邑七千七百戶，食實封二千八百戶→食邑八千七百戶，食實封三千二百戶[3]）丁謂[33]
- 魏國公（食邑七千七百戶，食實封二千八百戶→食邑八千七百戶，食實封三千二百戶→食邑九千七百戶，食實封三千六百戶[3]）馮拯[34]
- 韓國公曹利用[35]
- 齊國公（追封）叔梁紇[36]

### 仁宗封
- 英國公（追封）郭崇[18]
- 祁國公→冀國公→魯國公王德用[30]
- 冀國公王欽若[33]
- 英國公→鄭國公夏竦[33]
- 英國公→岐國公陳執中[34]
- 許國公→魏國公賈昌朝[34]
- 鄧國公→徐國公張耆[37]
- 沂國公（食邑一萬一千八百戶，食實封四千八百戶→食邑一萬二千五百戶，食實封五千一百戶[3]）王曾[38]
- 祁國公杜衍[38]
- 郇國公章得象[39]
- 申國公（食邑一萬二千戶，食實封四千九百戶→食邑一萬三千戶，食實封五千三百戶→食邑一萬四千七百戶，食實封六千一百戶[3]）→許國公（食邑一萬五千七百戶，食實封六千五百戶→食邑一萬六千七百戶，食實封六千九百戶→食邑一萬八千六百戶，食實封七千三百戶→食邑一萬九千三百戶，食實封七千六百戶[3]）呂夷簡[39]
- 郢國公→鄧國公（食邑一萬二千戶，食實封五千一百戶→食邑一萬二千七百戶[3]）張士遜[39]
- 潁國公龐籍[39]
- 儀國公→衞國公（食邑九千七百戶，食實封三千四百戶→食邑一萬七百戶，食實封三千八百戶[3]）→魏國公（食邑一萬二千七百戶，食實封四千六百戶→食邑一萬三千七百戶，食實封五千戶[3]）韓琦[40]
- 潞國公（食邑一萬七千二百戶，食實封六千七百戶→食邑二万五千一百戶，食實封一萬六百戶→食邑二万六千一百戶，食實封一萬一千戶→食邑二万八千一百戶，食實封一萬一千八百戶→食邑二万九千一百戶，食實封一萬二千二百戶[3]）文彥博[41]
- 許國公（追封）劉延慶[42]
- 榮國公（追封）劉從德[42]

### 英宗封
- 吳國公（追封）苗繼宗[43]
- 祁國公→鄭國公（食邑一萬戶，食實封三千八百戶→食邑一萬一千戶，食實封四千二百戶[3]）→韓國公富弼[41]

### 神宗封
- 英國公（食邑九千一百戶，食實封三千戶[3]）→兗國公（食邑一萬一百戶，食實封三千四百戶[3]）→魯國公（食邑一萬一千一百戶，食實封三千八百戶→食邑一萬二千一百戶，食實封四千二百戶[3]）曾公亮[40]
- 秀國公陳升之[40]
- 舒國公→荊國公王安石[44][45]
- 郇國公→岐國公王珪[7][40]
- 兗國公（追封）顏回[46]
- 鄒國公（追封）孟軻[45]

### 哲宗封
- 康國公韓絳[47]
- 溫國公（追封）司馬光[48]
- 申國公（追封）呂公著[48]

### 徽宗封
- 申國公（食邑八千一百戶，食實封二千六百戶[3]）章惇[49]
- 儀國公韓忠彥[40]
- 莘國公鄧洵武[50]
- 康國公劉正夫[51]
- 榮國公何執中[51]
- 崇國公→宿國公→燕國公鄭居中[51]
- 豐國公→衞國公（食邑一萬一千八百戶，食實封三千八百戶[3]）余深[52]
- 崇國公→慶國公白時中[53]
- 涇國公→楚國公→徐豫國公童貫[54][55]
- 吳國公（追封）楊戩[54]
- 崇國公（食邑七千七百戶，食實封二千四百戶[3]）→楚國公王黼[56]
- 嘉國公→魏國公→楚國公→魯國公（食邑一萬四千九百戶，食實封五千二百戶[3]）→陳魯國公蔡京[57][58]
- 英國公蔡攸[57]
- 沂國公鄭紳[59]

### 欽宗封
- 魏國公（追封）范仲淹[59]

### 高宗封
- 榮國公（追封）鄭藻[60]
- 和國公潘正夫[61]
- 宣國公（追封）呂大防[62]
- 和國公→魏國公張浚[63]
- 成國公→秦國公（追封）呂頤浩[64]
- 英國公→福國公→潭國公韓世忠[65]
- 恭國公楊存中[66]
- 濟國公→廣國公→益國公張俊[67]
- 榮國公→雍國公→楊國公劉光世[67]
- 榮國公錢忱[68]
- 嘉國公（追封）邢煥[68]
- 潞國公（追封）何㮚
- 莘國公→慶國公→冀國公→魏國公 （食邑一萬一千四百戶，食實封四千四百戶） [→秦魏國公（未拜）]→益國公→罷王爵，降封衛國公秦檜[69]
- 嘉國公秦熺[70]

### 孝宗封
- 豐國公（追封）趙鼎[71]
- 魏國公陳俊卿[72]
- 雍國公虞允文[72]
- 信國公→福國公→魯國公陳康伯[73]
- 儀國公梁克家[73]
- 溫國公（追封）李燾[74]
- 濟國公→許國公→益國公周必大[19]
- 永國公→魏國公史浩[75][76]
- 秦國公（追封）鄭覃[77]

### 光宗封
- 申國公→衞國公→魯國公→魏國公留正[19]
- 衞國公趙雄[76]

### 寧宗封
- 和國公謝淵[60]
- 祁國公→衞國公→秦國公陳自強[78]
- 申國公→岐國公→魯國公謝深甫[78]
- 郇國公余端禮[79]
- 崇國公（追封）李舜臣[80]
- 豫國公韓侂胄[81]

### 理宗封
- 魏國公→魯國公史彌遠[82]
- 崇國公（追封）張九成[83]
- 吉國公（追封）孟珙[84]
- 信國公（追封）→徽國公（追封）朱熹[85]
- 申國公→衞國公→越國公→齊國公鄭清之[82]
- 永國公→魯國公史嵩之[82]
- 吉國公→許國公董槐[82]
- 越國公（追封）袁韶[86]
- 和國公薛極[87]
- 肅國公→益國公→魯國公喬行簡[88][89]
- 某國公范鍾[88]
- 信國公→魏國公→魯國公→冀國公趙葵[88]
- 惠國公謝方叔[88]
- 崇國公→相國公→慶國公→許國公吳潛[90]
- 吉國公程元鳳[90]
- 秦國公（追封）魏了翁[91]
- 永國公（追封）→荣国公（追封）蔡沉[92][93]
- 魯國公安丙[89]
- 茂國公→肅國公→衞國公賈似道[94][10]

### 度宗封
- 信國公葉夢鼎[82]
- 崇國公→衞國公呂文德[95]
- 郕國公（追封）曾參[46]
- 沂國公（追封）孔伋[46]
- 費國公（追封）閔損[46]
- 鄆國公（追封）冉耕[46]
- 薛國公（追封）冉雍[46]
- 齊國公（追封）宰予[46]
- 黎國公（追封）端木賜[46]
- 徐國公（追封）冉求[46]
- 衞國公（追封）仲由[46]
- 吳國公（追封）言偃[46]
- 魏國公（追封）卜商[46]
- 陳國公（追封）顓孫師[46]

### 恭帝封
- 益國公（追封）江萬里[90]

### 帝昺封
- 信國公文天祥[90]
- 越國公張世傑[96]